# Godowo
Godowo [pronunciación en polaco: /ɡɔˈdɔvɔ/] (en alemán: Freiheide) es un pueblo ubicado en el distrito administrativo de Gmina Maszewo, dentro del Condado de Goleniów, Voivodato de Pomerania Occidental, en el norte de Polonia occidental. Se encuentra aproximadamente a 9 kilómetros al norte de Maszewo, a 18 kilómetros al este de Goleniów, y a 37 kilómetros al noreste de la capital regional Szczecin.
Antes de 1945, el área fue parte de Alemania. Para la historia de la región, vea Historia de Pomerania.